# Aleksiej Bieleniec
Aleksiej Iwanowicz Bieleniec (ros. Алексе́й Ива́нович Белене́ц, ur. 17 marca 1887 w Jejsku, zm. 29 stycznia 1976 w Moskwie) – radziecki działacz partyjny.

## Życiorys
Od 1903 działacz SDPRR, bolszewik. Aresztowany i w 1906 skazany na 6 lat katorgi, w 1910 skazany na zesłanie, skąd w 1911 zbiegł. Od 1917 członek Tomskiego Komitetu SDPRR(b), od marca 1917 przewodniczący Rady Tomskiej, od września 1917 do czerwca 1918 przewodniczący tomskiego gubernialnego komitetu SDPRR(b)/RKP(b), od października do grudnia 1917 przewodniczący Tomskiego Komitetu Wojskowo-Rewolucyjnego. Od grudnia 1917 do czerwca 1918 przewodniczący Komitetu Wykonawczego Tomskiej Rady Gubernialnej, członek Centralnego Komitetu Wykonawczego (CIK) Rad Syberii, w lipcu 1918 aresztowany przez antykomunistów walczących z bolszewikami w wojnie domowej w Rosji, w sierpniu 1919 uwolniony. Od września 1919 do kwietnia 1920 w działalności podziemnej, członek Irkuckiego Komitetu RKP(b), od maja 1920 zastępca przewodniczącego tomskiego gubernialnego komitetu rewolucyjnego i przewodniczący Komitetu Wykonawczego Rady Miejskiej Tomska, od czerwca do 25 lipca 1920 przewodniczący tomskiego gubernialnego Biura Organizacyjnego RKP(b). W marcu 1921 brał udział w likwidacji powstania w Kronsztadzie, później był funkcjonariuszem partyjnym w Moskwie, od 1926 dyrektor fabryki. Uniknął represji podczas wielkiej czystki 1936-1938. Po ataku Niemiec na ZSRR żołnierz Armii Czerwonej, od 1951 na emeryturze. Odznaczony Orderem Lenina (1954) i Orderem Czerwonego Sztandaru.
Pochowany na Cmentarzu Nowodziewiczym.